# Боа Мерја Риња
Боа Мерја Риња (фр. Bohas-Meyriat-Rignat) је насељено место у Француској у региону Рона-Алпи, у департману Ен (Рона-Алпи).
По подацима из 2011. године у општини је живело 832 становника, а густина насељености је износила 35,39 становника/km².

## Демографија
| 1962. | 1968. | 1975. | 1982. | 1990. | 2011. |
| ----- | ----- | ----- | ----- | ----- | ----- |
| 595   | 537   | 506   | 597   | 657   | 832   |